# Micralcinus parvulus
Micralcinus parvulus – gatunek chrząszcza z rodziny ryjkowcowatych.

## Zasięg występowania
Ameryka Płn. Występuje od Panamy na płd, przez Meksyk po Teksas i Alabamę w USA na płn., oraz na Jamajce.

## Budowa ciała
Ubarwienie ciała czarnobrązowe z jasnymi włoskami. Pokrywy z jasno i ciemnobrązowymi plamami.